# Promieniowanie atmosferyczne
Promieniowanie atmosferyczne – całość zjawisk promieniowania elektromagnetycznego w atmosferze.
Badanie tych procesów jest działem fizyki atmosfery; zajmuje się m.in. optyką atmosferyczną, optyką warstwy ocean-atmosfera, równaniem transferu promieniowania, rozpraszaniem na hydrometeorach i molekułach powietrza, zjawiskami optycznymi w atmosferze. Jest to podstawa zrozumienia widzialności w atmosferze, oddziaływania promieniowania słonecznego z chmurami i aerozolami, obserwacji satelitarnych, aktywnej i pasywnej teledetekcji, oraz zrozumienia bilansu energetycznego ziemi. Mimo że operuje klasycznymi metodami fizyki, rozwinęła specjalistyczne metody pomiarowe i teoretyczne.